# Edmond Loichot
Edmond Loichot (ur. 12 czerwca 1905, zm. 1989 w Genewie) – piłkarz szwajcarski grający na pozycji pomocnika. W reprezentacji Szwajcarii rozegrał 5 meczów.

## Kariera klubowa
W swojej karierze piłkarskiej Loichot grał w dwóch klubach z Genewy: Urania Genève Sport i Servette FC.

## Kariera reprezentacyjna
W reprezentacji Szwajcarii Loichot zadebiutował 2 listopada 1930 roku w wygranym 6:3 towarzyskim meczu z Holandią, rozegranym w Zurychu. W 1934 roku został powołany do kadry na mistrzostwa świata we Włoszech. Na nich był rezerwowym i nie wystąpił w żadnym spotkaniu. Od 1930 do 1934 roku rozegrał w kadrze narodowej 5 meczów.